# Thurman Munson
Thurman Lee Munson (Akron, Ohio, 7 de junio de 1947 - Canton, Ohio, 2 de agosto de 1979) fue un receptor de las Grandes Ligas. Jugó toda su carrera, de 11 años, para los New York Yankees (1969-1979). Munson es el único Yankee en ganar tanto el Novato del año de las Grandes Ligas de Béisbol y el Most Valuable Player. Siete veces acudió al Juego de las Estrellas, teniendo en su carrera un promedio de bateo de .292 con 113 jonronres y 781 carreras producidas. Conocido por su sobresaliente vision de campo, ganó en tres años consecutivos, (1973-75) el Guante de Oro en su posición por la Liga Americana.
Como capitán, Munson ayudó a llevar a los Yankees a tres apariciones consecutivas en la Serie Mundial de 1976 a 1978 , ganando campeonatos en los últimos dos años. Es el primer jugador en la historia del béisbol en ser nombrado College Baseball All-American y luego en MLB gana un premio al Novato del Año, un premio MVP, un premio Gold Glove y un campeonato de la Serie Mundial. También es el único receptor en la historia de la postemporada de la MLB en registrar al menos un promedio de bateo de .300+ (.357), 20 carreras impulsadas (22) y 20 robos de atrapados defensivos (24). Durante un día libre el 2 de agosto de 1979, durante la temporada de los Yankees en 1979, Munson murió a los 32 años mientras practicaba el aterrizaje de su avión Cessna Citation I / SP en el aeropuerto de Akron-Canton. Sufrió una fractura de cuello como resultado del accidente y su causa de muerte fue asfixia. Los Yankees lo honraron retirando inmediatamente su uniforme 15, y dedicándole una placa en Monument Park.

## Carrera amateur
Munson nació en Akron, Ohio siendo sus padres Darrell Vernon Munson y Ruth Myrna Smylie, el menor de cuatro hermanos. Su padre era un veterano de la Segunda Guerra Mundial que se convirtió en conductor de camión mientras que su madre era ama de casa. Cuando cumplió ocho años, la familia Munson se mudó al cercano Canton. Su hermano mayor, Duane, le enseñó a jugar béisbol, y por lo general jugaba béisbol con niños de la edad de Duane, que eran cuatro años mayores. Su hermano se fue para unirse a la Fuerza Aérea de los Estados Unidos mientras Thurman era un estudiante de primer año en la escuela secundaria.
Munson asistió a Lehman High School, donde fue capitán de los equipos de fútbol americano, baloncesto y béisbol y estuvo en todas las ciudades y en el estado en los tres deportes. Jugó como corredor en el fútbol americano, como guardia en el baloncesto y principalmente como campocorto en el béisbol. Munson cambió a receptor en su último año para manejar la destreza de su compañero de equipo, Jerome Pruett (una selección de quinta ronda de los St. Louis Cardinals en 1965 que nunca llegó a jugar en las ligas mayores). Atrajo ofertas de becas de varias universidades y optó por asistir a la cercana Universidad Estatal de Kent, con una beca, donde fue compañero de equipo del lanzador y locutor Steve Stone.
En el verano de 1967, Munson se unió a la Liga de Béisbol de Cape Cod, donde llevó a los Chatham A a su primer título de liga con un prodigioso promedio de bateo de .420. En reconocimiento a este logro y sus posteriores alcances profesionales, el premio de bateo Thurman Munson se otorga cada temporada al campeón de bateo de la liga. En 2000, Munson fue nombrado miembro de la clase inaugural del Salón de la Fama de la Liga de Béisbol de Cape Cod.

## Carrera profesional

### 1968-1970
Munson fue seleccionado por los Yankees con la cuarta selección general en el draft de 1968 de las Grandes Ligas. En su única temporada completa de ligas menores, bateó .301 con seis jonrones y 37 carreras impulsadas para los Binghamton Triplets en su última temporada (1968), e hizo su primera aparición en el Yankee Stadium en agosto de 1968, cuando los Triplets llegaron a jugar un partido de exhibición contra los Yankees. Bateaba .363 para los Jefes de Syracuse en 1969 cuando ganó un ascenso a los Yankees de Nueva York.
Munson hizo su debut en las Grandes Ligas el 8 de agosto de 1969, en el segundo juego de una doble cartelera contra los Oakland Athletics. Munson bateó dos de tres con una base por bolas, una impulsada y dos carreras anotadas . Dos días después, su primer jonrón de Grandes Ligas fue el segundo de tres jonrones consecutivos que los Yankees pegaron frente a Lew Krausse en una victoria de los Yankees por 5-1 sobre los Athletics. Para la temporada, Munson bateó para .256 con un jonrón y nueve carreras impulsadas. Hizo 97 apariciones en el plato, pero tuvo diez bases por bolas y dio un elevado de sacrificio, lo que le dio 86 turnos oficiales al bate y le permitió entrar en la temporada siguiente siendo técnicamente un novato.
Los Yankees utilizaron a la pareja de Jake Gibbs y Frank Fernández como receptor durante la mayor parte de 1969. Durante la temporada baja, los Yankees cambiaron a Fernández a los Athletics. Munson respondió con un promedio de bateo de .302 con siete jonrones y 57 carreras impulsadas, y haciendo 80 asistencias en gira, recibiendo el premio al Novato del Año de la Liga Americana en 1970.

### 1971-1974
Munson recibió su primero de siete nominaciones al Juego de Estrellas en 1971, cachando las últimas dos entradas sin un turno al bate. Un destacado jugador, Munson cometió solo un error en toda la temporada. Ocurrió el 18 de junio contra los Baltimore Orioles cuando el receptor contrario Andy Etchebarren dejó inconsciente a Munson en una jugada al plato, desalojando la pelota.  También solo permitió nueve pasbols durante toda la temporada y atrapó a 36 de los 59 posibles robos de bases para un porcentaje de efectividad del 61%.
Munson era conocido por su prolongada disputa con su homólogo de los Boston Red Sox, Carlton Fisk. Siempre le irritaban los comentarios que elogiaban al receptor de Boston.  Un incidente particular que tipificó su enemistad, y la rivalidad entre los Yankees y los Red Sox en general, ocurrió el 1 de agosto de 1973 en Fenway Park casa de Boston. Con el marcador empatado en 2-2 en la parte alta de la novena y corredores en primera y tercera, Munson intentó anotar desde tercera en un intento fallido de toque de Gene Michael.
Cuando el lanzador de los Red Sox, John Curtis, soltó su primer lanzamiento, Munson rompió hacia el plato. Michael intentó tocar y falló. Con Munson llegando, Fisk le dio un codazo al campocorto de los Yankees y se preparó para Munson, quien chocó contra Fisk. Fisk se aferró a la pelota, pero Munson se mantuvo enredado con Fisk cuando Felipe Alou, que iba primero, intentó avanzar. La confrontación en el plato desencadenó una pelea wen donde se vaciaron los banquillos por diez minutos en la que ambos receptores fueron expulsados. "La rivalidad Fisk-Munson estaba en el centro de la tensión Yankees-Red Sox de esa época", escribió el periodista deportivo Moss Klein.
Munson hizo su segunda aparición en el equipo All-Star y ganó su primero de tres premios Guantes de Oro consecutivos en 1973. También emergió como un toletero para los Yankees, bateando .300 por primera vez desde 1970 y bateando un récord personal de 20 en casa. En 1974, Munson fue elegido para comenzar su primero de tres juegos All-Star consecutivos, bateando de tres, uno, con una base por bolas y una carrera anotada.

### 1975-1976
El 24 de junio de 1975, durante un juego contra los Baltimore, Orioles, Munson tuvo un altercado con Mike Torrez. Torrez golpeó a Munson con un lanzamiento en la primera entrada, le cedió un sencillo en la cuarta y le lanzó un lanzamiento por la cabeza en la sexta. Cuando Munson llegó a batear en la octava entrada, el árbitro Nick Bremigan le advirtió a Torrez que no lanzara más lanzamientos de cepillo; esta vez, Torrez le lanzó besos a Munson. Los bancos se vaciaron, pero no se lanzaron puñetazos; sin embargo, después de que Munson dio un roletazo para terminar el turno al bate, cargó contra el montículo del lanzador. Munson bateó un récord personal de .318 en 1975, tercero en la liga detrás de Rod Carew y Fred Lynn. Para el comienzo de la temporada de 1976, Munson fue nombrado el primer capitán del equipo de los Yankees desde que Lou Gehrig se retiró en 1939. Respondió bateando .302 con 17 jonrones y 105 carreras impulsadas para recibir el premio al Jugador Más Valioso de la Liga Americana y llevar a los Yankees a su primera aparición en la Serie Mundial desde 1964. Bateó .435 con tres carreras impulsadas y tres carreras anotadas en la Serie de Campeonato de la Liga Americana contra los Kansas City Royals y bateó .529 con dos carreras impulsadas y dos carreras anotadas en la Serie Mundial contra los Cincinnati Reds. Ya con tres juegos a cero, Munson bateo de cuatro de cuatro en el juego final de la Serie en Yankee Stadium, pero Nueva York fue barrida por la "Gran Máquina Roja de Cincinnati". Combinado con los hits que consiguió en sus dos últimos turnos al bate en el tercer juego, sus seis hits consecutivos empataron un récord de la Serie Mundial establecido por Goose Goslin de los Washington Senators en 1924 .
El receptor de los Reds, Johnny Bench, fue nombrado Jugador Más Valioso de la Serie Mundial en 1976. Se hizo una comparación bastante obvia de los defensas rivales con el mánager de los Reds, Sparky Anderson, durante la conferencia de prensa posterior a la Serie Mundial, a la que Anderson respondió: "Munson es un jugador sobresaliente y bateó .300 en la Liga Nacional, pero nunca comparas a nadie con Johnny Bench. Nunca avergüences a nadie comparándolo con Johnny Bench". Visiblemente molesto por estos comentarios, que escuchó al entrar en la habitación, Munson "arremetió contra Anderson", según el periodista deportivo Moss Klein.

### 1977–1979
Durante la temporada baja de 1976, Munson alentó a Steinbrenner a firmar al toletero agente libre Reggie Jackson. "Sal y busca al grandullón", dijo Munson. "Puede llevar un equipo como nadie". Sin embargo, los dos lucharon por llevarse bien, especialmente después de que Jackson concediera una entrevista a la revista Sport a finales de mayo. En la entrevista, Jackson afirmó que él era "la pajita que revuelve la bebida" y también afirmó que "Munson cree que puede ser la pajita que revuelve la bebida, pero solo puede revolverla mal". Cuando Jackson envió al receptor suplente Fran Healy para disculparse por esos comentarios, insistiendo en que fue citado incorrectamente, Munson respondió: "¡¿Cuatro páginas con pitidos ?!" Los malos sentimientos persistieron durante gran parte del año entre los dos hombres, pero finalmente llegaron a respetarse mutuamente a finales de año, reconociendo el talento y la importancia del otro para el equipo.
Munson bateó .308 con 100 carreras impulsadas en 1977, lo que le dio tres temporadas consecutivas con .300 o mejor con 100 carreras impulsadas o más cada año. Fue el primer receptor en lograr la hazaña en tres años consecutivos desde las cuatro temporadas consecutivas del miembro del Salón de la Fama de los Yankees, Bill Dickey, de 1936 a 1939, igualado solo por Mike Piazza desde ( 1996 - 2000 ). Los Yankees repitieron como campeones de la Liga Americana y se enfrentaron a Los Angeles Dodgers en la Serie Mundial. Munson bateó .320 con un jonrón y tres carreras impulsadas. Los Yankees ganaron la Serie Mundial cuatro juegos a dos sobre los Dodgers. Los Dodgers habían robado 114 bases durante la temporada regular, sin embargo Munson atrapó a cuatro de seis posibles ladrones de bases en los primeros cuatro juegos de la serie para mantener a los veloces Dodgers en los dos últimos.
En 1978, los Yankees y los Royals se enfrentaron por tercera vez consecutiva en la Serie de Campeonato de la Liga Americana. Empatados a un juego cada uno, y perdiendo 5-4 en la parte baja de la octava entrada del tercer juego, Munson conectó el jonrón más largo de su carrera, un batazo de 475 pies (145 m) de Doug Bird sobre el Yankee Stadium's Monument Park en jardín izquierdo-central, para darle a los Yankees una victoria por 6-5. Ganaron el banderín al día siguiente y volvieron a vencer a los Dodgers en la Serie Mundial en seis juegos, ganando los últimos cuatro. Munson bateó .320 (8 de 25) con 7 carreras impulsadas en esta Serie y también atrapó a Ron Cey. bateador emergente quién dio un foul para el out final.
Los campeonatos de la Serie Mundial de Munson en 1977 y 1978 lo convirtieron en el segundo receptor en la historia del béisbol, en ese momento, en ganar un Premio al Novato del Año, un Premio al Jugador Más Valioso, un Premio Guante de Oro y un título de la Serie Mundial durante su carrera. Johnny Bench se había convertido en el primer receptor en ganar estos cuatro premios cuando ganó sus propios títulos de la Serie Mundial con los Rojos en 1975 y 1976. Posteriormente, y más recientemente, cuando Buster Posey ganó su primer Guante de Oro en 2016, también se unió esta lista de tres receptores en toda la historia del béisbol para ganar los cuatro premios. Pero como un punto más sobre las contribuciones únicas al juego, ya que Posey y Munson fueron nombrados como All-Americans de béisbol universitario en función de sus carreras universitarias de béisbol.
Los Yankees habían perdido tres en fila y estaban en cuarto lugar, once juegos detrás de los Baltimore Orioles en el Este de la Liga Americana de cara al Juego de Estrellas en 1979. A pesar de un promedio de .288, el desgaste de la receptoria estaba comenzando a pasar factura a Munson, y ya no fue llamado para el equipo All-Star de la Liga Americana. Con frecuencia extrañaba su hogar, había estado pidiendo un intercambio con los Cleveland Indians desde 1977 para estar más cerca de su familia en Canton. Munson también estaba considerando retirarse al final de la temporada. A fines de julio, los Yankees todavía estaban en el cuarto lugar con 57-48 (.543), catorce juegos detrás de Baltimore.

## Fallecimiento
Murió a los 32 años, cuando el avión Cessna 500 Citation I con el que practicaba despegues y aterrizajes se estrelló al intentar aterrizar en el Aeropuerto Regional de Akron-Canton. Munson quedo atrapado dentro del fuselaje del avión y murió por inhalación de humo en el incendio, mientras que sus dos compañeros escaparon del avión en llamas.